# Shane Connaughton
Shane Connaughton (* 4. April 1941 in Kingscourt, County Cavan, Irland) ist ein britischer Schauspieler, Autor und Drehbuchautor.

## Leben
Connaughton verbrachte seine frühe Jugend mit vier Brüdern und drei Schwestern in Kingscourt. Im Alter von zehn Jahren zog er mit seiner Familie nach Redhills. Als junger Mann ging er nach London, wo er zunächst verschiedenen Berufen nachging, um mit 20 Jahren die Bristol Old Vic Theatre School zu besuchen. Danach war er als Schauspieler am Royal National Theatre und dem Abbey Theatre in Dublin tätig. Ab den 1970er Jahren spielte er auch in britischen Fernsehserien wie Coronation Street. 1980 schrieb er das Drehbuch zum Kurzfilm The Dollar Bottom, der mit dem Oscar ausgezeichnet wurde. 1990 wurde er für sein Drehbuch zu Mein linker Fuß für den Oscar nominiert. Im Jahr zuvor veröffentlichte er seinen ersten Roman, A Border Station, 1991 folgte The Run of the Country. 1995 adaptierte er seinen Roman in das Drehbuch zum Spielfilm Das Land meiner Liebe. Sein dritter Roman, Big Parts, erschien 2009.
Connaughton ist verheiratet und hat zwei Kinder.

## Filmografie (Auswahl)

### Als Darsteller
- 1970: Coronation Street
- 1991: Miracle – Ein geheimnisvoller Sommer (The Miracle)
- 1992: Die Playboys (The Playboys)
- 1993: Die Abenteuer des jungen Indiana Jones (The Young Indiana Jones Chronicles)
- 2001: Uprising – Der Aufstand (Uprising)
- 2006: Ghostwood
- 2020: Redemption of a Rogue

### Drehbuch
- 1981: The Dollar Bottom
- 1983: Every Picture Tells a Story
- 1989: Mein linker Fuß (My Left Foot: The Story of Christy Brown)
- 1995: Das Land meiner Liebe (The Run of the Country)
- 1992: Die Playboys (The Playboys)
- 2005: Ein Haus in Irland (Tara Road)

## Auszeichnungen
- 1990: Oscar-Nominierung für Mein linker Fuß
- 1990: BAFTA-Film-Award-Nominierung für Mein linker Fuß
- 1990: WGA-Award-Nominierung für Mein linker Fuß